# Pětihosty
Pětihosty jsou obec v okrese Praha-východ ve Středočeském kraji. Žije zde 287 obyvatel.
Ve vzdálenosti tři kilometry jihozápadně leží město Pyšely, jedenáct kilometrů jižně město Benešov, dvanáct kilometrů severně město Říčany, 23 kilometrů severovýchodně město Český Brod a 24 kilometrů jižně město Vlašim.

## Historie
První písemná zmínka o obci pochází z roku 1371.

## Obyvatelstvo
| Rok            | 1869 | 1880 | 1890 | 1900 | 1910 | 1921 | 1930 | 1950 | 1961 | 1970 | 1980 | 1991 | 2001 | 2011 | 2021 |
| -------------- | ---- | ---- | ---- | ---- | ---- | ---- | ---- | ---- | ---- | ---- | ---- | ---- | ---- | ---- | ---- |
| Počet obyvatel | 348  | 247  | 273  | 267  | 248  | 254  | 247  | 180  | 150  | 136  | 133  | 89   | 98   | 240  | 269  |
| Počet domů     | 38   | 38   | 39   | 40   | 41   | 40   | 47   | 60   | 47   | 41   | 39   | 45   | 48   | 91   | 107  |

## Obecní správa

### Územněsprávní začlenění
Dějiny územněsprávního začleňování zahrnují období od roku 1850 do současnosti. V chronologickém přehledu je uvedena územně administrativní příslušnost obce v roce, kdy ke změně došlo:
- 1850 země česká, kraj Praha, politický i soudní okres Jílové, obec Zaječice[6]
- 1855 země česká, kraj Praha, soudní okres Jílové, obec Zaječice[6]
- 1868 země česká, politický okres Karlín, soudní okres Jílové, obec Zaječice[6]
- 1884 země česká, politický okres Královské Vinohrady, soudní okres Jílové, obec Zaječice[7]
- 1921 země česká, politický okres Královské Vinohrady sídlo Jílové, soudní okres Jílové[8][9]
- 1925 země česká, politický i soudní okres Jílové[10]
- 1939 země česká, Oberlandrat Praha, politický i soudní okres Říčany[11]
- 1942 země česká, Oberlandrat Praha, politický okres Praha-venkov-jih, soudní okres Jílové[12]
- 1945 země česká, správní i soudní okres Jílové[13]
- 1949 Pražský kraj, okres Říčany[14]
- 1960 Středočeský kraj, okres Praha-východ[15]
- 1961 Středočeský kraj, okres Praha-východ, obec Senohraby[9]
- k 1. lednu 1993 Středočeský kraj, okres Praha-východ[9]

## Společnost
V obci Pětihosty (přísl. Obora, 255 obyvatel) byly v roce 1932 evidovány tyto živnosti a obchody: družstvo pro rozvod elektrické energie v Pětihostech, 2 hostince, kovář, krejčí, 2 obchody se smíšeným zbožím, trafika, velkostatek Tichý.

## Doprava
Dopravní síť
- Pozemní komunikace – Obcí prochází silnice III. třídy. Území obce protíná silnice I/3 Mirošovice - Benešov - Tábor - České Budějovice.

- Železnice – Železniční trať ani stanice na území obce nejsou. Nejbližší železniční stanicí jsou Senohraby ve vzdálenosti dva kilometry ležící na trati 221 z Prahy do Benešova.

Veřejná doprava
- Autobusová doprava v obci je zapojena do Pražské intengrované dopravy, a to linkou 651 (Hrusice - Senohraby, Žel.st. - Pyšely, Náměstí - Nespeky).

## Pamětihodnosti
Na návsi stojí kaple ze druhé třetiny devatenáctého století. Má obdélný půdorys, průčelí členěné lizénami a půlkruhově sklenutým vstupem. V interiéru je křížová klenba.

## Galerie

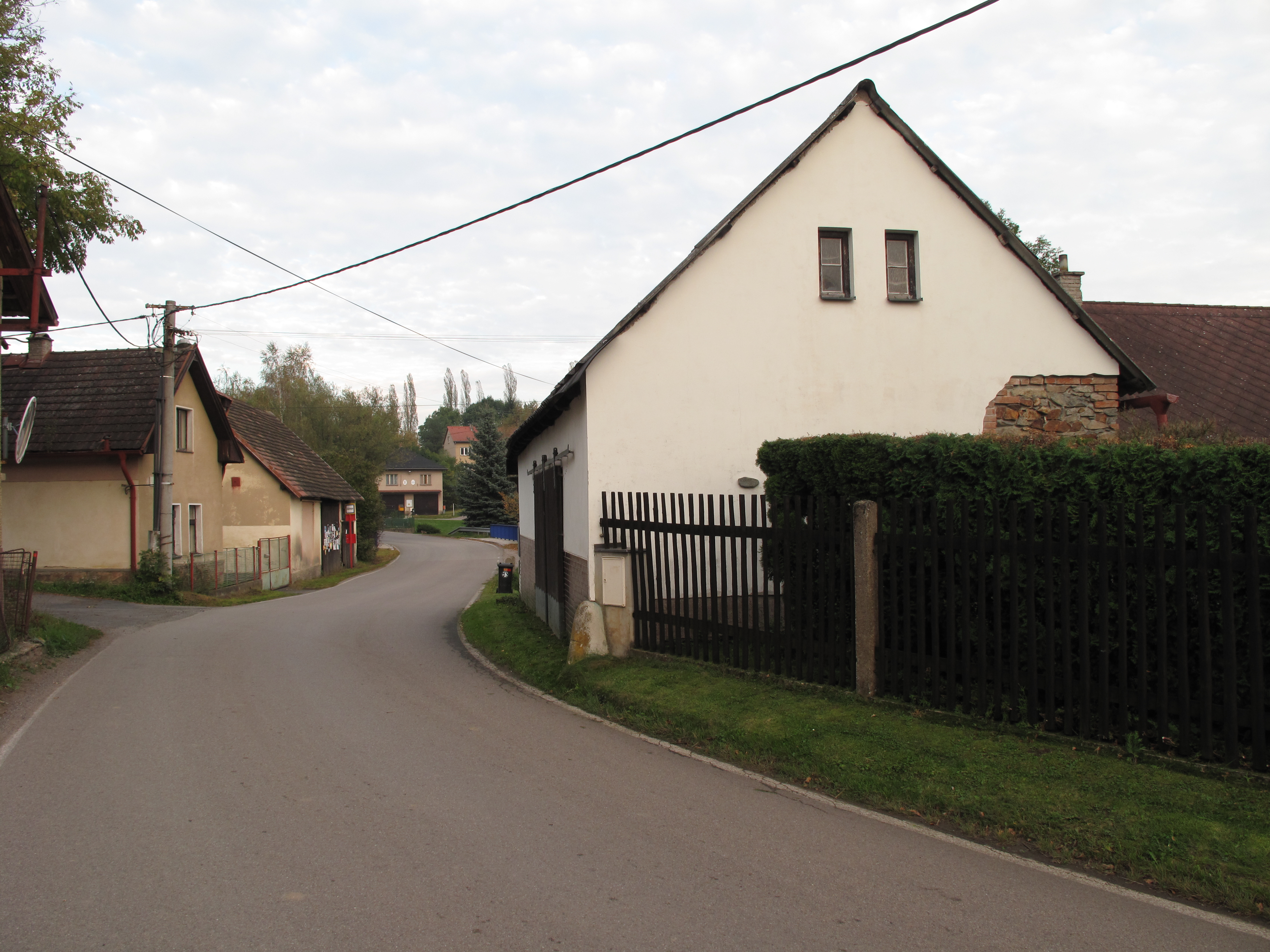
Stavení
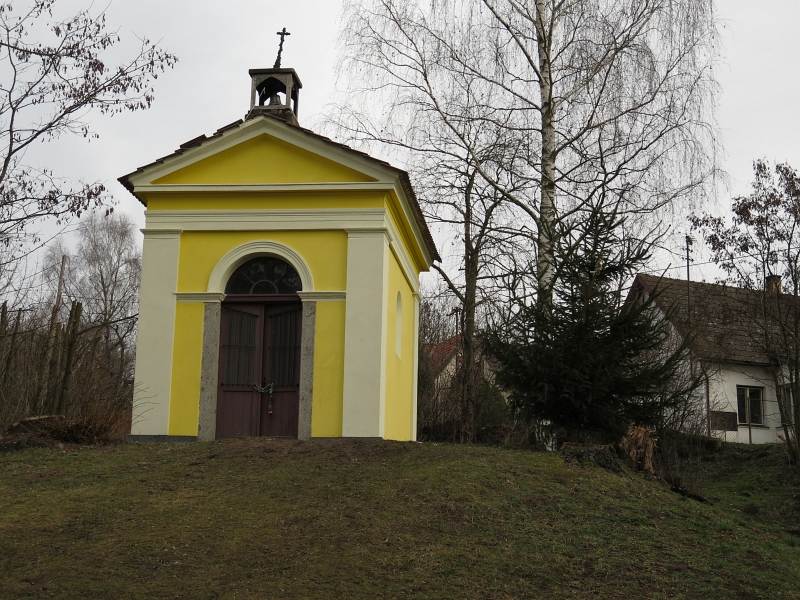
Kaple
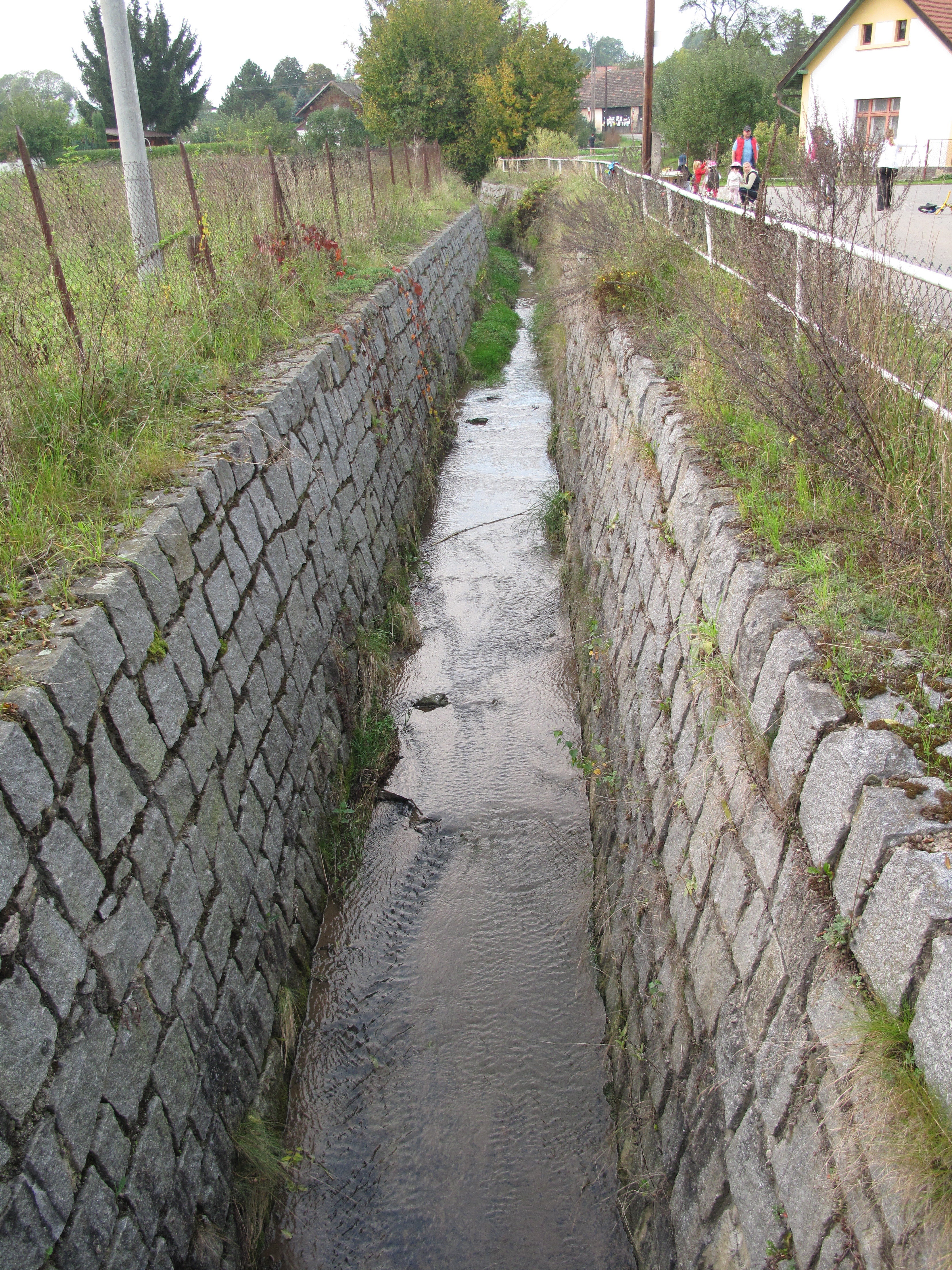
Potok
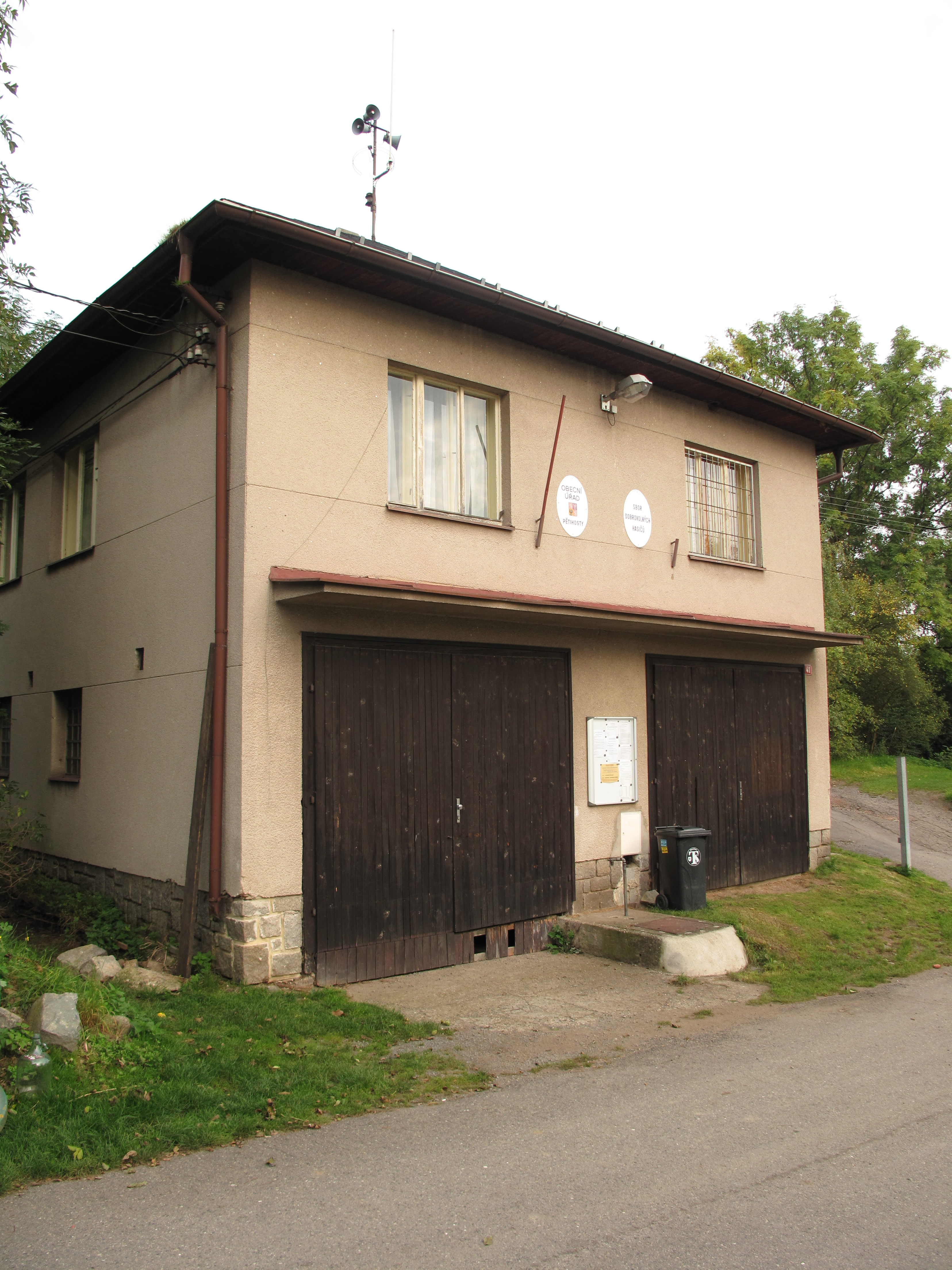
Obecní úřad